# NGC 987
NGC 987 је спирална галаксија у сазвежђу Троугао која се налази на NGC листи објеката дубоког неба.
Деклинација објекта је + 33° 19' 38" а ректасцензија 2h 36m 49,5s. Привидна величина (магнитуда) објекта NGC 987 износи 12,5 а фотографска магнитуда 13,4. NGC 987 је још познат и под ознакама UGC 2093, MCG 5-7-21, MK 1180, CGCG 505-23, IRAS 02338+3306, PGC 9911.